# 3435 Boury
3435 Boury este un asteroid din centura principală, descoperit pe 2 decembrie 1981 de François Dossin.